# 小行星2303
小行星2303（2303 Retsina）是一颗围绕太阳公转的小行星。1979年3月24日，保羅·維爾特在齐美尔瓦尔德发现了此天体。
該小行星以松脂酒命名。
这颗小行星的绝对星等为330.32979等。